# 코등이

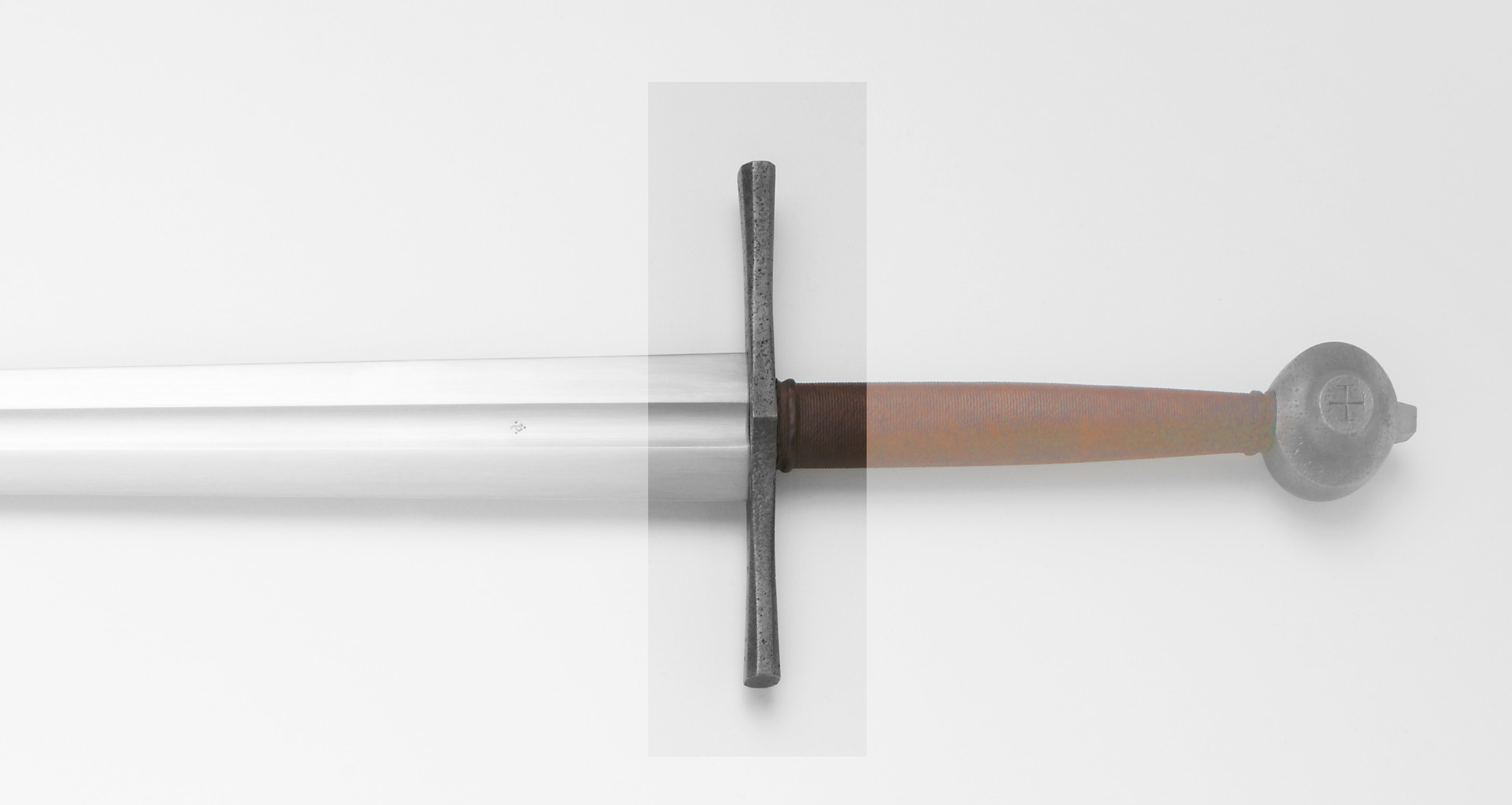
코등이 영역을 강조한 상자 그림이 있는 도검의 클로즈업

도검의 코등이 또는 크로스가드(Crossguard)는 날과 도검 손잡이 사이에 있는 막대로, 이들과 본질적으로 수직이며, 사용자 손과 손가락을 상대의 무기뿐만 아니라 사용자 자신의 날로부터 보호한다. 양쪽에 있는 각각의 막대는 키욘이라고도 불린다.

## 역사
코등이는 사용자 손을 보호하기 위해 10세기경 유럽 도검에서 개발되었다. 가장 초기의 형태는 훈족이 사용한 스파타의 코등이 변형으로, 폰틱 도검이라고 불린다. 3세기 초부터 사산조 페르시아 도검에 코등이가 있는 많은 예가 있다. 이들이 가장 오래된 예일 수 있다. 코등이는 적의 공격에 대응하는 것뿐만 아니라, 잡는 것을 개선하는 데도 사용되었다. 이후 후기 바이킹 도검에서도 볼 수 있다. 코등이는 11세기 노르만 도검과 중세 중후반 기사급 무장검(arming sword)의 표준 특징이다. 초기의 코등이는 단순한 금속 막대로, 때로는 바깥쪽 끝으로 갈수록 가늘어졌다. 이 단순한 형태는 결코 사라지지 않았지만, 중세 시대 동안 이와 함께 더 정교한 형태가 개발되었다. 코등이는 12세기와 13세기에 허리가 잘록하거나 구부러질 수 있었다.
13세기 또는 14세기부터 도검에는 거의 보편적으로 차페(chappe) 또는 레인가드(rain-guard)라고 불리는 가죽 조각이 코등이에 부착되었다. 이 가죽의 목적은 완전히 명확하지 않지만, 칼집의 일부로 시작하여 도검이 칼집에 있을 때 뚜껑 역할을 한 것으로 보인다.
14세기부터 15세기까지는 훨씬 더 정교한 형태가 많이 시도되었다. 이러한 후기 중세 형태의 특징은 날에 부착되는 코등이 중앙에 돌출된 돌기 또는 에퀴송이다. 또한 14세기부터 가죽 차페는 때때로 금속 판으로 대체되었다. 이에 대한 초기 예는 글래스고 켈빈그로브 박물관에 소장된 1320-40년경으로 추정되는 도검이다. 후기 예는 에스토레 비스콘티의 "몬차 도검"(15세기 초)으로, 레인가드는 은으로 만들어졌고 꽃무늬로 장식되어 있다.
중세 시대가 끝난 후 코등이는 더욱 정교해져 먼저 키욘을 형성하고, 이어서 보호 가지를 추가하여 배스킷 힐트(basket hilt)를 형성하여 갑옷을 입지 않은 손을 더 많이 보호했다.
유럽, 즉 로마 가톨릭교회의 강한 영향력 아래에 있었고 동방 정교회의 영향력은 덜 강했던 지역에서 코등이의 형태는 특정한 종교적 의미를 지녔다. 고전적인 십자형 스타일의 코등이의 등장은 기독교의 영향 때문이라는 이론이 제기되었다. 이것은 기사급 십자형 도검의 도래와 함께 교회의 힘이 커진 것과 개신교 종교개혁 직후 십자형 스타일이 급격히 쇠퇴한 것과 우연히 일치한다.

## 유형
이와트 오크샷은 그의 저서 '기사의 시대의 도검(1964)' 4장에서 중세 코등이를 12가지 유형으로 분류했다.
1. 단순한 수평 막대로, 끝으로 갈수록 가늘어진다. 이것은 후기 바이킹 도검 시대부터 17세기까지 발견되는 기본적인 형태이다.
2. 허리가 잘록한 유형으로, 15세기에 유행했다.
3. 비교적 짧은 막대로, 직사각형 단면을 가진다. 1150-1250년과 1380-1430년에 유행했다.
4. 막대의 끝 부분이 날 쪽으로 구부러져 있다.
5. "나비 넥타이" 스타일로, 끝 부분이 넓고 평평하다.
6. 유형 5의 구부러지거나 굽은 변형.
7. 막대가 평평한 단면을 가지고 날 쪽으로 구부러져 있다. 14세기에 유행했다.
8. 스타일 4와 같이 구부러진 끝 부분이지만, 탱 주위에 부착된 부분은 육각형 단면을 가지고 있고 뚜렷한 에퀴송이 있는 더 정교한 형태이다. 후기 중세 시대에 유행했다.
9. 막대가 날 쪽으로 구부러져 있고 평평한 다이아몬드 또는 V자형 단면과 뚜렷한 에퀴송이 있는 정교한 후기 중세 유형.
10. 막대의 팔이 끝 부분에서 멀어지는 것이 아니라 칼자루 쪽으로 가늘어진다. 대부분 뚜렷한 에퀴송이 있다.
11. 둥근 또는 직사각형 단면을 가진 손잡이 달린 끝 부분으로, 15세기부터 16세기까지 유행했다.
12. 막대가 수평면에서 강하게 구부러져 S자형을 형성한다. 이 유형은 중세 시대 말기에 해당하며 초기 근대 키욘 유형으로의 과도기 형태이다.

14세기와 15세기의 중세 단검도 도검 손잡이를 본뜬 키욘이 있는 변형을 채택했다. 키욘 단검은 그것이 닮은 도검 유형이 사용되지 않게 된 후 16세기에도 여전히 유행했다.

## 참고 문헌
- Ewart Oakeshott, The Sword in the Age of Chivalry (1964), chapter 4.